# Lernzieltaxonomie
Eine Lernzieltaxonomie (engl. taxonomy of educational objectives) ist ein Klassifikationsschema, das kognitive Lernziele unterschiedlichen Expertisestufen bzw. Kompetenzebenen zuordnet.
Lernzieltaxonomien helfen Lehrenden dabei, Lernziele kompetenzorientiert so zu beschreiben, dass Lehrenden und Lernenden gleichermaßen klar wird, welche Arten von Fähigkeiten durch eine Lehr-Lerneinheit bei den Lernenden entwickelt werden sollen. Insbesondere machen sie deutlich, dass als gewünschtes Lernergebnis meist nicht alleine die Fähigkeit zur reinen Reproduktion von Faktenwissen angestrebt wird, sondern höherwertige Fähigkeiten im Sinne eines aktiven, eigenverantwortlichen Einsatzes des Gelernten.
In der Praxis haben sich verschiedene Lernzieltaxonomien etabliert, die sich in der Anzahl und der Ausprägung der betrachteten Kompetenzebenen unterscheiden. Diese werden im Folgenden gegenübergestellt.

## Etablierte Modelle
Derzeit sind insbesondere dreistufige und sechsstufige Modelle gebräuchlich. In der medizinischen Ausbildung kommt auch ein vierstufiges Modell zum Einsatz.

### Sechsstufige Modelle
Für die Beschreibung kognitiver Lernziele weit verbreitet ist die sechsstufige Lernzieltaxonomie von Bloom et al., die heute überwiegend in der überarbeiteten Version von Anderson et al. verwendet wird.
| Nr | Ebene nach Anderson et al.        | Ebene nach Bloom et al.     | Merkmal                                                                   |
| -- | --------------------------------- | --------------------------- | ------------------------------------------------------------------------- |
| 1  | Erinnern (Remember)               | Wissen (Knowledge)          | Wissen reproduzieren                                                      |
| 2  | Verstehen (Understand)            | Verständnis (Comprehension) | Wissen erläutern                                                          |
| 3  | Anwenden (Apply)                  | Anwendung (Application)     | Wissen (schematisch) umsetzen in strukturell bekanntem Kontext            |
| 4  | Analysieren (Analyze)             | Analyse (Analysis)          | Bestandteile, Zusammenhänge und Eigenschaften identifizieren              |
|    | ---                               | 5 Synthese (Synthesis)      | Elemente zu neuen Strukturen zusammenfügen                                |
| 5  | Bewerten (Evaluate)               | 6 Evaluation (Evaluation)   | Sachverhalte beurteilen und dafür adäquate Kriterien festlegen            |
| 6  | Kreieren bzw. Erschaffen (Create) | ---                         | Ein Problem bzw. eine Aufgabe lösen und dabei etwas Neuartiges erarbeiten |

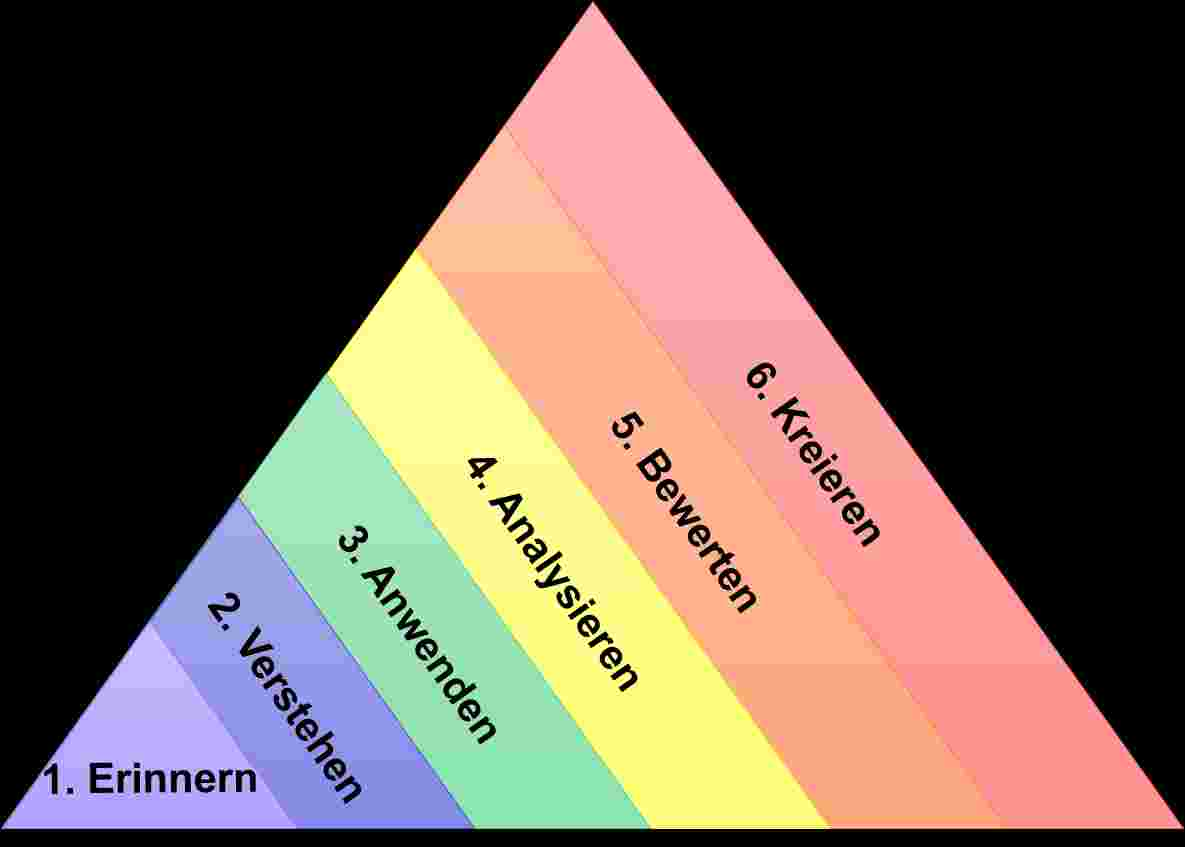
Ebenen der Lernzieltaxonomie von Bloom in der Überarbeitung nach Anderson und Krathwohl et al.; Flächengrößen in der Darstellung spiegeln die zunehmende Komplexität der Kompetenzen wider

Die Verwendung der sechsstufigen Modelle erfordert von den Lehrenden eine klare, detailgenaue Differenzierung der angestrebten Kompetenzen und ist in der Handhabung entsprechend aufwändig.

Sechstufiges Modell nach Bloom, modifiziert nach Anderson&Krathwohl

### Dreistufige Modelle
Um die Definition von Lernzielen im Lehr-Lernalltag praktikabel zu vereinfachen, wurden verschiedene dreistufige Modelle eingeführt, welche die sechs Stufen der Taxonomien nach Bloom bzw. Anderson auf drei Stufen reduzieren.
Hauer greift eine Idee von Wilfried Schneider auf und differenziert die drei Stufen Reproduktion, Anwendung und Übertragung. Dabei entspricht Reproduktion der Ebene 2, Anwendung der Ebene 3 nach Anderson et al. Als Übertragung wird der Transfer einer Anwendung auf neuartige Situationen klassifiziert.
| Nr | Stufe nach Schneider gemäß | Merkmal                                          |
| -- | -------------------------- | ------------------------------------------------ |
| 1  | Reproduktion               | Gelernte Informationen wiedergeben               |
| 2  | Anwendung                  | Gelerntes schematisch umsetzen                   |
| 3  | Übertragung                | Transfer der Anwendung auf neuartige Situationen |

Die Taxonomie von Metzger et al. differenziert nach dem Kriterium des eigenen kognitiven Beitrages der Lernenden (gering, mittel oder hoch) und klassifiziert so die Stufen Informationserinnerung, Informationsverarbeitung und Informationserzeugung. Metzger und Nüesch entwickelten 2004 diesen Ansatz weiter, indem sie diese Bezeichner der Stufen so aufweiten, dass sie sich nicht mehr ausschließlich auf Informationen beziehen, zu Wiedergeben, Wissen und Anwenden sowie Probleme bearbeiten.
| Nr | Stufe nach Metzger et al. | Stufe nach Metzger und Nüesch | Merkmale |
| -- | ------------------------- | ----------------------------- | --- |
| 1  | Informationserinnerung    | Wiedergeben                   | - Gelernte Informationen in einem unveränderten Umfeld wiedererkennen - Gelernte Informationen unverändert reproduzieren                                                                |
| 2  | Informationsverarbeitung  | Wissen und Anwenden           | - Gelernte Informationen sinngemäß abbilden (d. h. beschreiben bzw. begründen) - Gelernte Struktur auf einen sprachlich neuartigen, aber strukturell gleichen Inhalt übertragen         |
| 3  | Informationserzeugung     | Probleme bearbeiten           | - Einen Sachverhalt umfassend und systematisch untersuchen, wobei die dazu nötige Kriteriumsstruktur neu zu schaffen ist - Einzelne Informationen zu einem neuartigen Ganzen verknüpfen |

Die Taxonomie nach Mandl verwendet die drei Kategorien Kennen - Können - Verstehen und Anwenden. Gleichzeitig gliedert sie jede Kategorie in die vier Bereiche fachlich, überfachlich, sozial und persönlich auf. In der Darstellung ergibt sich die so genannte Lernzielmatrix (hier ein Beispiel einer Lehreinheit zu Relationen in der Mathematik):
| Studierende …             | Kennen                                                                                                   | Können | Verstehen und Anwenden                                                        |
| ------------------------- | --- | --- | ----------------------------------------------------------------------------- |
| fachlich                  | … geben die Definition von Relation und besonderer Eigenschaften (reflexiv, symmetrisch usw.) wieder     | … stellen Relationen symbolisch, graphisch und auf Rechner dar und übersetzen zwischen diesen Repräsentationsformen | … analysieren, ob eine Relation eine bestimmte Eigenschaft hat                |
| überfachlich (methodisch) | … kennen Programmstrukturen zum Repräsentieren von Relationen                                            | … schreiben Programm, das überprüft, ob eine Relation eine bestimmte Eigenschaft hat                                | … formulieren Definitionen als logische Aussagen/Aussageformen                |
| sozial                    | … beschreiben Lernen als einen Prozess mit sozialen Elementen                                            | … vertreten im Fachgespräch eigene Position und erwägen Argumente anderer                                           | … erklären zentrale Konzepte zielgruppengerecht                               |
| persönlich                | … sehen Prozess als Ziel einer Übungsaufgabe (statt richtiger Antwort) und benennen Relevanz der Inhalte | … erarbeiten neue Inhalte aus Texten und trauen sich Arbeit an neuen Aufgaben zu                                    | … übernehmen Verantwortung für eigenes Lernen und hinterfragen eigene Meinung |

Die Taxonomie nach Mandl wird insbesondere in der hochschuldidaktischen Qualifizierung von Lehrenden verwendet. Für Lehrende, die mit Lernzielbeschreibungen wenig vertraut sind, reduziert sie zum einen die Komplexität der Lernzieltaxonomie von Bloom auf drei Stufen. Zum anderen erweitert sie den Fokus auf Kompetenzbereiche, die nicht nur rein fachlich sind.

### Vierstufiges Modell
In der medizinischen Ausbildung ist das vierstufige Modell nach Miller verbreitet, das sich der Klassifizierung von Lernzielen aus der Perspektive der Leistungserhebung bzw. Prüfung im klinischen Kontext annähert.
| Nr | Stufe nach Miller    | Komponente                        | Leitfrage                                                                    |
| -- | -------------------- | --------------------------------- | ---------------------------------------------------------------------------- |
| 1  | Weiß (Knows)         | Descriptives Wissen (Knowledge)   | Hat der Behandelnde das notwendige Wissen?                                   |
| 2  | Weiß wie (Knows how) | Prozedurales Wissen (Competence)  | Weiß der Behandelnde, wie dieses Wissen anzuwenden ist?                      |
| 3  | Zeigt (Shows how)    | Leistung „in vitro“ (Performance) | Kann der Behandelnde die Fähigkeit konkret anwenden, unter Laborbedingungen? |
| 4  | Tut (Does)           | Handlung „in vivo“ (Action)       | Kenn der Behandelnde die Fähigkeit in einer realen Situation anwenden?       |

## Gegenüberstellung
Die einzelnen Stufen der verschiedenen Modelle lassen sich wie folgt zueinander in Beziehung setzen.
| Stufe nach Anderson et al.          | Stufe nach Bloom et al.                          | Stufe nach Metzger et al.  | Stufe nach Metzger und Nüesch | Stufe nach Miller                     |
| ----------------------------------- | ------------------------------------------------ | -------------------------- | ----------------------------- | ------------------------------------- |
| 1 Erinnern (Remember)               | 1 Wissen (Knowledge)                             | 1 Informationserinnerung   | 1 Wiedergeben                 | 1 Weiß (Knows) 2 Weiß wie (Knows how) |
| 2 Verstehen (Understand)            | 2 Verständnis (Comprehension)                    | 2 Informationsverarbeitung | 2 Wissen und Anwenden         | --                                    |
| 3 Anwenden (Apply)                  | 3 Anwendung (Application)                        | 2 Informationsverarbeitung | 2 Wissen und Anwenden         | 3 Zeigt (Shows how)                   |
| 4 Analysieren (Analyze)             | 4 Analyse (Analysis)                             | 3 Informationserzeugung    | 3 Probleme bearbeiten         | 4 Tut (Does)                          |
| 5 Bewerten (Evaluate)               | 5 Synthese (Synthesis) 6 Evaluation (Evaluation) | 3 Informationserzeugung    | 3 Probleme bearbeiten         | 4 Tut (Does)                          |
| 6 Kreieren bzw. Erschaffen (Create) | --                                               | 3 Informationserzeugung    | 3 Probleme bearbeiten         | --                                    |

Die Ebenen 5 und 6 nach Bloom et al., Synthese und Evaluation, wurden im überarbeiteten Modell nach Anderson et al. zu einer Ebene zusammengefasst und unter Bewerten subsumiert.
Die Stufen 1 und 2 nach Miller, Weiß und Weiß wie, entsprechen beide der Ebene 1 Erinnern nach Anderson et al. Stufe 1 Weiß adressiert dabei deskriptives Faktenwissen, Stufe 2 Weiß wie dagegen deskriptives Prozesswissen. Auffällig ist, dass in der Taxonomie nach Miller die Ebene Verstehen nicht explizit adressiert wird.
Des Weiteren decken die Taxonomien nach Bloom et al. und nach Miller jeweils nicht die Ebene Kreieren bzw. Erschaffen ab.

## Nicht-kognitive Lernziele
Bloom hatte ursprünglich Taxonomien für kognitive, affektive und psychomotorische Lernziele vorgesehen. Lediglich die affektiven wurden noch erarbeitet, wurden aber deutlich weniger rezipiert als die kognitiven. Diese Einschränkung auf kognitive Lernziele betrifft alle oben genannten Taxonomien.

## Kritik
Taxonomien haben eine ordnende und klärende Funktion. Deren Kehrseite ist, dass sie in der Regel recht abstrakt formuliert sind. Für den konkreten Einsatz bei der Planung und Gestaltung von Lernsettings sind sie deswegen meist zu unspezifisch und müssen noch deutlich konkretisiert werden. Primär ist das darauf zurückzuführen, dass Lernen durch intensive Wechselwirkungen zwischen den beteiligten Personen (Lernende und Lehrende), Inhalten und Kontextvariablen gekennzeichnet ist. Das hat auch Bloom selbst schon so gesehen. Empirisch lassen sich vor allem höhere Taxonomiestufen schlecht voneinander trennen.
Die Unterscheidung zwischen höheren und niedrigeren Lernzielen ist implizit normativ. Die Ausführung als Klassifikationsschema lenkt zudem davon ab, dass es zwischen den Ebenen Wechselbeziehungen gibt. „Taxonomien suggerieren einen linearen Lernpfad (von unten nach oben), ohne zu erkennen, dass viele didaktische Ansätze vor allem diese Linearität des Lernens durchbrechen und es beim Lernen oftmals hilfreich ist, wenn Problemstellungen anhand von komplexen und realitätsnahen Situationen gezeigt und erst beim Lösungsprozess die erforderlichen Grundlagen erlernt werden.“